# Ulica heroja Staneta

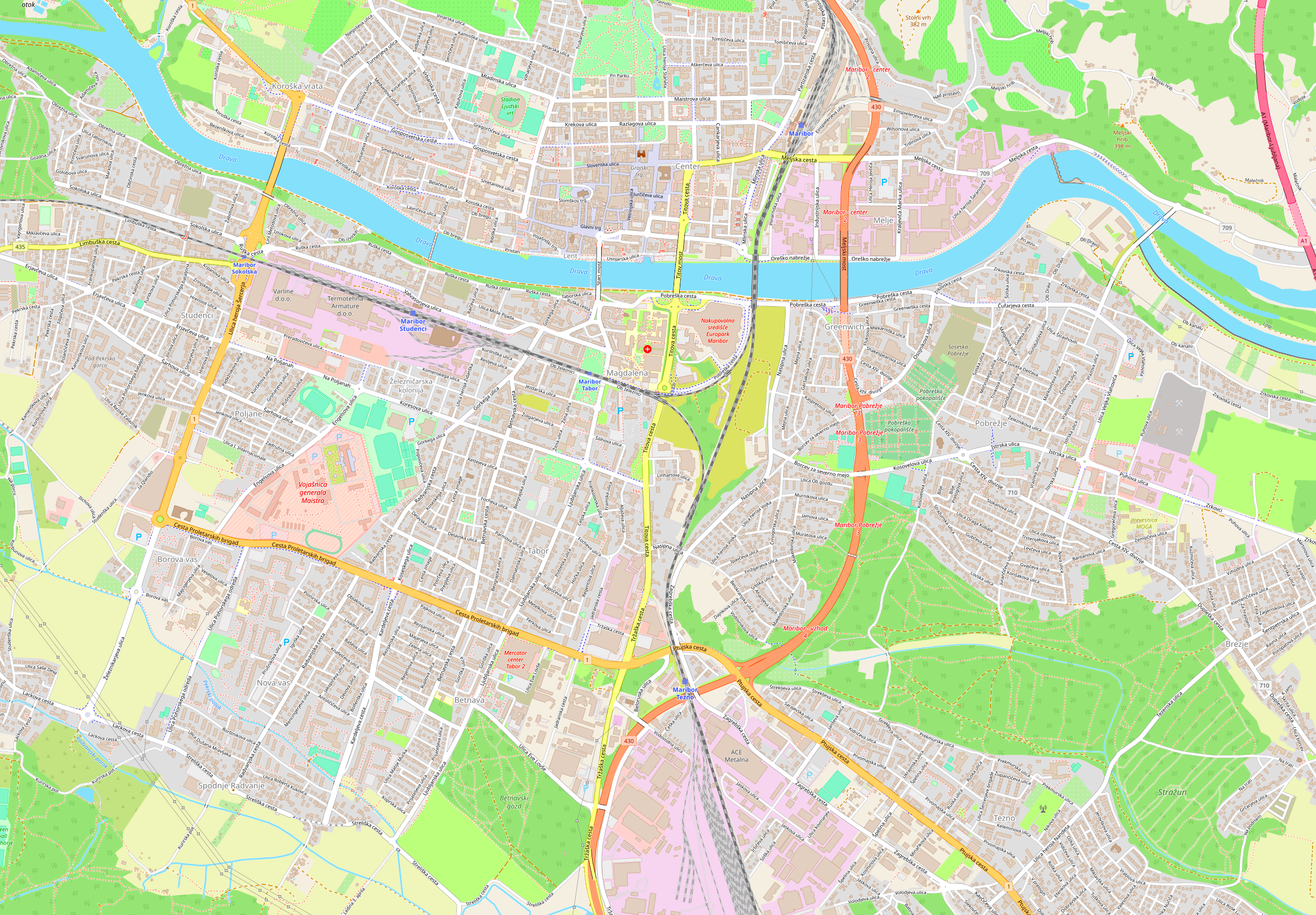

Ulica heroja Staneta (deutsch: Heroja Staneta Straße, wörtlich: Volksheld-Stane-Gasse) ist der Name einer Straße im Bezirk Ivan Cankar der Stadtgemeinde Maribor, Slowenien. Sie ist die östliche Begrenzung des Stadtparks und benannt nach dem jugoslawischen Partisanenführer Franc Rozman – Stane (1911 bis 1944).

## Geschichte
Die Straße wurde 1876 unter dem Namen Park-Straße neu angelegt. 1919 bis 1941 wurde sie Ciril-Metodova ulica genannt, dann unter deutscher Besatzung erneut Parkstraße. 1947 erhielt sie den heutigen Namen.

## Lage
Die Straße beginnt an der nordöstlichen Ecke des Stadtparks an der Kreuzung Ulica heroja Staneta und Ribniška ulica. Sie verläuft parallel zur östlich gelegenen Prešernova ulica nach Süden bis zum General-Maister-Platz an der Kreuzung mit der Razlagova ulica.

## Abzweigende Straßen
Die Ulica heroja Staneta berührt folgende Straßen (von Norden nach Süden): Aškerčeva ulica, Maistrova ulica.

## Bauwerke und Einrichtungen
Die Verwaltung der Stadtgemeinde Maribor befindet sich in den monumentalen Gebäude in der Ulica heroja Staneta 1, Ecke Razlagova ulica, erbaut in den Jahren 1910 bis 1913.